# Одиничне коло
Одиничне коло — це коло з радіусом 1 та центром в початку координат. Поняття одиничного кола можна легко узагальнити до n-вимірного простору ({\displaystyle n>2}). У такому випадку використовується термін «Одинична сфера».
Для координат всіх точок на колі, за теоремою Піфагора, виконується рівність {\displaystyle x^{2}+y^{2}=1.}
Не плутайте терміни «коло» і «круг»!
- Коло — геометричне місце точок площини, відстань від яких до заданої точки, що називається «центром кола», є постійною величиною і дорівнює радіусу кола.
- Круг — геометрична фігура обмежена колом. Іншими словами, круг — це множина, яка складається з усіх точок площини, відстань від яких до даної точки (центр круга) не перевищує заданої відстані (радіуса). Коло є межею круга.

Одиничне коло є основою в принципі роботи координатного транспортиру.

## Тригонометричні функції

Визначення тригонометричних функцій на одиничному колі.

Синус та косинус можуть бути описані наступним чином: об'єднавши будь-яку точку {\displaystyle (x,y)} на одиничному колі з початком координат {\displaystyle (0,0)}, ми отримаємо відрізок, що знаходиться під кутом {\displaystyle \alpha } відносно додатного напрямку осі абсцис. Тоді:
Косинусом кута називається відношення абсциси точки {\displaystyle P_{\alpha }(x;y)} кола до його радіуса:
{\displaystyle \cos \alpha ={\frac {x}{R}}={\frac {x}{1}}=x}
Синусом кута називається відношення ординати точки {\displaystyle P_{\alpha }(x;y)} кола до його радіуса:
{\displaystyle \sin \alpha ={\frac {y}{R}}={\frac {y}{1}}=y}
Тангенсом кута називається відношення ординати точки {\displaystyle P_{\alpha }(x;y)} кола до її абсциси:
{\displaystyle \operatorname {tg} \alpha ={\frac {y}{x}}}
Котангенсом  кута називається відношення абсциси точки {\displaystyle P_{\alpha }(x;y)} кола до її ординати:
{\displaystyle \operatorname {ctg} \alpha ={\frac {x}{y}}},
де {\displaystyle R} це радіус одиничного кола.
Підставивши ці значення в раніше наведене рівняння {\displaystyle x^{2}+y^{2}=1}, ми отримуємо:
{\displaystyle \cos ^{2}\alpha +\sin ^{2}\alpha =1}
Зверніть увагу на загальновживане написання {\displaystyle \cos ^{2}x=(\cos x)^{2}}.
Також тут наочно описується періодичність тригонометричних функцій, так як кут відрізка не залежить від кількості «повних обертів»:
{\displaystyle \sin(\alpha +2\pi k)=\sin \alpha }
{\displaystyle \cos(\alpha +2\pi k)=\cos \alpha }
{\displaystyle \operatorname {tg} (\alpha +\pi k)=\operatorname {tg} \alpha }
{\displaystyle \operatorname {ctg} (\alpha +\pi k)=\operatorname {ctg} \alpha }
для всіх цілих чисел {\displaystyle k}, тобто для {\displaystyle k\in \mathbb {Z} .}
Нехай точка {\displaystyle P_{0}}- правий кінець горизонтального діаметра. Кожному дійсному числу {\displaystyle \alpha } можна поставити у відповідність точку кола {\displaystyle P_{\alpha }} одиничного кола за такими правилами:
1. Якщо {\displaystyle \alpha >0} , то, рухаючись по колу із точки {\displaystyle P_{0}} в напрямі проти годинникової стрілки (додатній напрям обходу кола), описати по колу слід довжину {\displaystyle \alpha } , кінцева точка цього шляху і буде шуканою точкою {\displaystyle P_{\alpha }}.
2. Якщо {\displaystyle \alpha <0} , то, рухаючись по колу із точки {\displaystyle P_{0}} в напрямі за годинниковою стрілкою, описати по колу слід довжину {\displaystyle \left\vert \alpha \right\vert } , кінцева точка цього шляху і буде шуканою точкою {\displaystyle P_{\alpha }}.
3. Якщо {\displaystyle \alpha =0} , то, то у відповідність ставиться точка {\displaystyle P_{0}}.
4. Якщо {\displaystyle \alpha =\alpha _{0}+2\pi k}, де {\displaystyle k} - ціле число, то при повороті на кут {\displaystyle \alpha } одержають одну й ту ж точку, що й при повороті на кут {\displaystyle \alpha _{0}}.
5. Якщо точка {\displaystyle P} відповідає числу {\displaystyle \alpha }, то вона і відповідає всім числам {\displaystyle \alpha =\alpha +2\pi k}, де{\displaystyle 2\pi } - довжина кола (бо радіус дорівнює 1), а {\displaystyle k} - ціле число, що показує кількість повних обертів по колу в ту чи іншу сторону.

## Комплексна площина
В комплексній площині одиничне коло — це множина {\displaystyle G\subset \mathbb {C} }:
{\displaystyle G=\{z:\mathrm {Re} \{z\}^{2}+\mathrm {Im} \{z\}^{2}=1\}=\{z:z=e^{i\phi },0\leq \phi <2\pi \}}
Множина {\displaystyle G} є підгрупою групи комплексних чисел по множенню, її нейтральним елементом є {\displaystyle e^{i0}=1}).